# Inna Churikova
Inna Mikhailovna Churikova (União Soviética, 5 de outubro de 1943 – Moscovo, 14 de janeiro de 2023) foi uma atriz russa.